# Laccophilus quadrimaculatus
Laccophilus quadrimaculatus är en skalbaggsart som beskrevs av Sharp 1882. Laccophilus quadrimaculatus ingår i släktet Laccophilus och familjen dykare. Inga underarter finns listade i Catalogue of Life.